# 1. Panzer-Division
1. Panzer-Division var en pansardivision i den tyska armén under andra världskriget. Den bildades 1935  i Weimar ur delar av 3. Kavallerie-Division.

## Historia
Den deltog i striderna i Polen och sedermera också på västfronten.

### Västfronten 1940
Divisionen deltog som en del av XIX. Armeekorps i Armégrupp A:s framstöt genom Ardennerna. Divisionen ledde kårens övergång av floden Meuse vid Sedan den 13 maj 1940 innan den bröt genom Maginotlinjen och ansluten till Panzergruppe Kleist gick in i Frankrike.

### Östfronten 1941

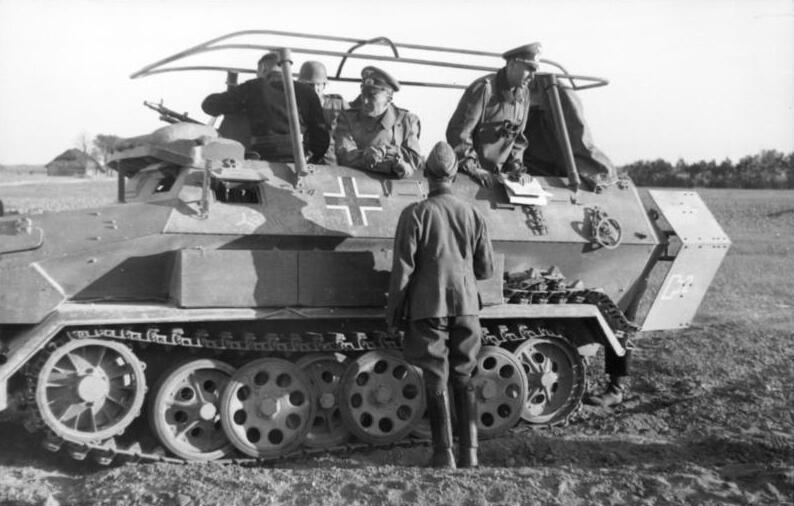
Ledningsfodon av typen Sd.Kfz. 251 i juni 1941

Efter kampanjen i Frankrike lämnade divisionen 2.Panzer-Regiment vid uppbyggnaden av 16. Panzer-Division och fick som ersättning 1. Panzergrenadier-Regiment. Divisionen överfördes därefter till östfronten där den till att börja med deltog i striderna i Ostpreussen i den norra sektorn.
Vid slutet av 1941 överfördes divisionen till den centrala sektorn i huvudsak ansluten till 9. Armee.

### Balkan
Vid årsskiftet transporterades divisionen för återupprustning till Frankrike varefter den i några månader deltog i striderna på Balkan.

### Ukraina
Efter att ha överförts till Ukraina deltog divisionen i den tyska motoffensiven vid Kiev och den massiva ryska sommaroffensiven 1944.

### Krigsslutet
Här tvingades divisionen att retirera in i Polen och senare överfördes den till Ungern varefter den slutade kriget i östra Österrike genom att kapitulera till styrkor ur US Army.

## Befälhavare
- General der Kavallerie Maximilian von Weichs 1.10 1935 – 30.9 1937
- Generalleutnant Rudolf Schmidt 1.10 1937 - 2.11 1939
- Generalleutnant Friedrich Kirchner 2.11 1939 - 17.7 1941
- Generalleutnant Walter Krüger 17.7 1941 - 1.1 1944
- Generalmajor Richard Koll 1.1 1944 - 19.2 1944
- Generalmajor Werner Marcks 19.2 1944 - 25.9 1944
- Generalmajor Eberhard Thunert 25.9 1944 - 8.5 1945

## Organisation
- - (1 sep 1939)
- Stab
- 1. Schützen Brigade
  - 1. Schützen Regiment
  - 1. motorcykelbataljonen
- 1. Panzer Brigade
  - 1. Panzer Regiment
  - 2. Panzer Regiment
- 4. spaningsbataljonen
- 37. pansarvärnsbataljonen
- 73. Artillerie Regiment
- 37. pansarsignalbataljonen
- 37. pionjärbataljonen
- tyg- och trängenheter

- - (sommaren 1943)
- Stab
- 1. Panzer Regiment
- 1. Panzer Grenadier Regiment
- 113. Panzer Grenadier Regiment
- 37. pansarjägarbataljonen
- 1. spaningsbataljonen
- 37. Panzer Artillerie Regiment
  - 73. eldledningsbatteriet (mot)
- 299. arméluftvärnsbataljonen
- 37. pansarpionjärbataljonen
- 37. pansarsignalbataljonen
- 81. fältreservbataljonen
- tyg- och trängenheter